# Dia Mundial do Combate à Seca e à Desertificação
O Dia Mundial do Combate à Seca e à Desertificação é celebrado anualmente no dia 17 de junho, desde 1995, o ano em que o dia foi proclamado pelas Nações Unidas. Neste dia pretende-se promover a sensibilização pública relativas à cooperação internacional no combate à desertificação e os efeitos da seca.
Este dia foi proclamado pela resolução A/RES/49/115 da Assembleia Geral das Nações Unidas em 30 de janeiro de 1995, após o dia em que a Convenção das Nações Unidas de Combate à Desertificação foi redigida.

## Contexto e definição sobre desertificação
A desertificação ocorre principalmente em áreas áridas, semiáridas e subúmidas secas, onde os sistemas de solo e vegetação estão em equilíbrio delicado com a quantidade limitada de água disponível. Este fenômeno é resultado de processos naturais e da intervenção humana inadequada, que intensifica a degradação dos ecossistemas. A Organização das Nações Unidas para Alimentação e Agricultura (FAO) define a desertificação como "a degradação persistente do solo nas zonas áridas, semiáridas e subsumidas secas, resultante de vários fatores, incluindo variações climáticas e atividades humanas".
O aumento da desertificação está diretamente relacionado a práticas insustentáveis de uso do solo, como o desmatamento, a super exploração agrícola, o pastoreio excessivo e o uso inadequado da água para irrigação. Esses fatores levam à perda da produtividade do solo, comprometendo a produção de alimentos e a subsistência de milhões de pessoas. Segundo o Programa das Nações Unidas para o Meio Ambiente (PNUMA), a desertificação afeta 1/3 da superfície terrestre, ameaçando a segurança alimentar e contribuindo para a pobreza em várias partes do mundo.
As mudanças climáticas são outro fator chave no processo de desertificação, exacerbando secas prolongadas e padrões climáticos imprevisíveis. O Painel Intergovernamental sobre Mudanças Climáticas (IPCC) destacou que as regiões áridas e semiáridas serão mais afetadas pelo aumento das temperaturas globais e pela redução da precipitação, intensificando a desertificação em áreas já vulneráveis. O aumento da desertificação pode criar um círculo vicioso em que a terra degradada contribui ainda mais para o aquecimento global, já que a vegetação removida impede a absorção de carbono, exacerbando as emissões de gases de efeito estufa.

## Impactos ambientais e sociais
Os efeitos da desertificação são severos tanto para o meio ambiente quanto para as populações humanas. Com o declínio na qualidade do solo, a capacidade da terra de sustentar a agricultura é drasticamente reduzida, levando à escassez de alimentos e à migração forçada de pessoas em busca de melhores condições de vida. Um relatório da Convenção das Nações Unidas para o Combate à Desertificação (UNCCD) estima que aproximadamente 135 milhões de pessoas podem ser deslocadas devido à desertificação até 2045, caso medidas preventivas não sejam implementadas.

## Desertificação e os Objetivos de Desenvolvimento Sustentável
A Agenda 2030 para o Desenvolvimento Sustentável declara que "estamos determinados a proteger o planeta da degradação, inclusive por meio do consumo e da produção sustentáveis, gerenciando de forma sustentável seus recursos naturais e tomando medidas urgentes sobre as mudanças climáticas, para que possa atender às necessidades do presente e gerações futuras". Especificamente, o Objetivo 15 do ODS: Vida na Terra declara a resolução das Nações Unidas e das nações signatárias do ODS de interromper e reverter a degradação da terra.

## Temas anuais
- 2024 - Unidos pela Terra[11]
- 2023 - Sua Terra. Seus Direitos[12]
- 2022 - Saindo juntos da seca
- 2021 - Restauração. Terra. Recuperação[13]
- 2020 - Alimentos, Alimentação. Fibra - as ligações entre o consumo e a terra[14]
- 2019 - Vamos Crescer o Futuro Juntos (Refletindo sobre 25 anos de progresso e prevendo os próximos 25)[15]
- 2018 - A terra tem verdadeiro valor. Investir nisso
- 2017 - Link entre a degradação da terra e a migração (à luz da emigração em massa da Síria após a falha ambientalmente causada do sistema agrícola da Síria) # 2017WDCD[16]
- 2016 - Proteja a Terra. Restaure a terra. Envolva as pessoas.[17]
- 2015 - Atingir a segurança alimentar para todos por meio de sistemas alimentares sustentáveis.[18][19] - "Não existe almoço grátis. Invista em solo saudável"
- 2009 - Conservando a terra e a energia = Garantindo nosso futuro comum
- 2008 - Combate à degradação da terra para uma agricultura sustentável
- 2007 - Desertificação e Mudança Climática - Um Desafio Global
- 2006 - A Beleza dos Desertos - O Desafio da Desertificação
- 2005 - Mulheres e Desertificação
- 2004 - Dimensões Sociais da Desertificação: Migração e Pobreza
- 2003 - Ano Internacional dos Desertos e Desertificação (IYDD)